# Joseph Benavidez
Joseph Rolando Benavidez (født 31 juli 1984 i San Antonio, Texas i USA) er en amerikansk MMA-udøver. Efter at have kæmpet på mindre stævner, mens han arbejdede med seriegrafi  i Las Cruces, New Mexico, sluttede han sig til Urijah Faber's Team Alpha Male i 2007. Siden da har han kæmpet i Dream og mere for nylig World Extreme Cagefighting. Han kæmper i øjeblikket som fluevægter i Ultimate Fighting Championship. Hans kampstil har draget sammenligninger til træningspartner og tidligere WEC fjervægtmester Urijah Faber. I september, 2018, er han #3 på den officielle UFC fluevægt-rangliste og rangeret #2 fluevægter i verden af Sherdog. Den 27. april 2010, erklærede borgmesteren og byrådet i Las Cruces, 27. aril, som Josef Benavidez Dag i Las Cruces.

## Privatliv
Benavidez blev født i San Antonio, Texas i USA. Han er af mexicansk afstamning. Han gik på Las Cruces High School, hvor han begyndte at træne boksning. Men som 16-årig begyndte han at træne brydning. Joseph er gift med UFC-reporter Megan Olivi.

### World Ekstreme Cagefighting
Benavidez  skrev kontrakt med amerikansk-baserede World Extreme Cagefighting i 2008. Den 3. december, 2008 kæmpede han mod Danny Martinez på WEC 37 og vandt ved enstemmig afgørelse.

### Ultimate Fighting Championship
Den 28. otkober, 2010,  fusionerede World Extreme Cagefighting  med Ultimate Fighting Championship. Som en del af fusionen, blev alle WEC-kæmpere overført til UFC.
I sin UFC debut, mødte Benavidez  Ian Loveland den 19. ,arts, 2011 ved UFC 128. Han vandt kampen via enstemmig afgørelse.
Benavidez mødte Sergio Pettis den 9. juni, 2018 ved UFC 225. Han tabte en lige kamp via delt afgørelse.

## Mesterskaber & resultater

### Mixed martial arts
- Ultimate Fighting Championship
  - Knockout of the Night (1 gang)
  - Performance of the Night (1 gang)
- Verden Ekstrem Cagefighting
  - Fight of the Night (1 gang)
  - Submission of the Night (1 gang)
- Sherdog
  - 2010 All-Violence Second Team[10]